# Nibionno
Nibionno (LC) är en stad och kommun i provinsen Lecco i regionen Lombardiet i Italien. Kommunen hade 3 702 invånare (2018) och gränsar till kommunerna Bulciago, Cassago Brianza, Costa Masnaga, Inverigo, Lambrugo och Veduggio con Colzano.